# ジョージ・ブレイク

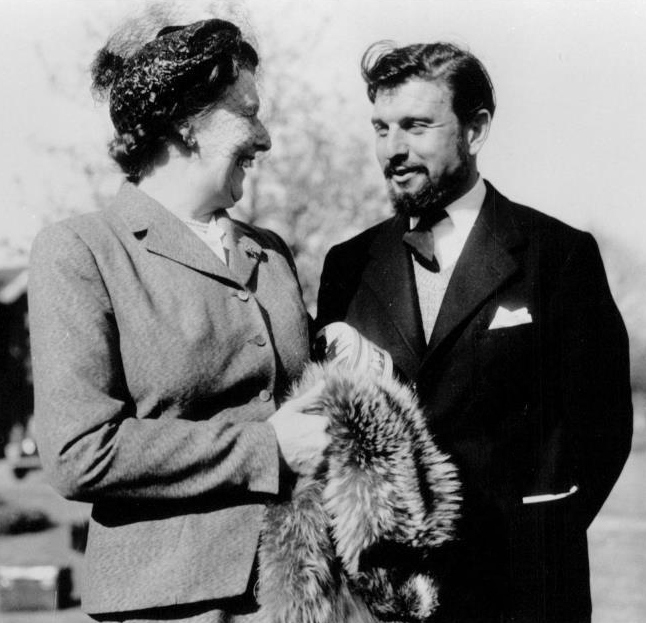
1953年にイギリスに帰国した際、母親とともに。

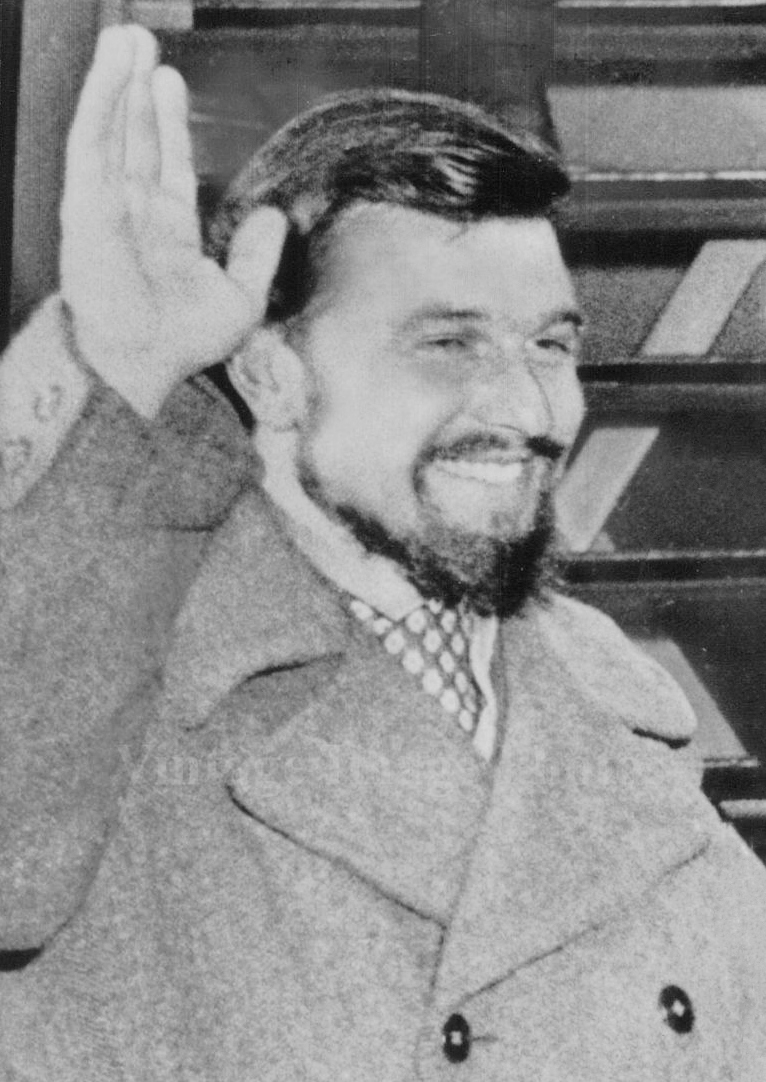
1953年に韓国より帰国した際のブレイク。

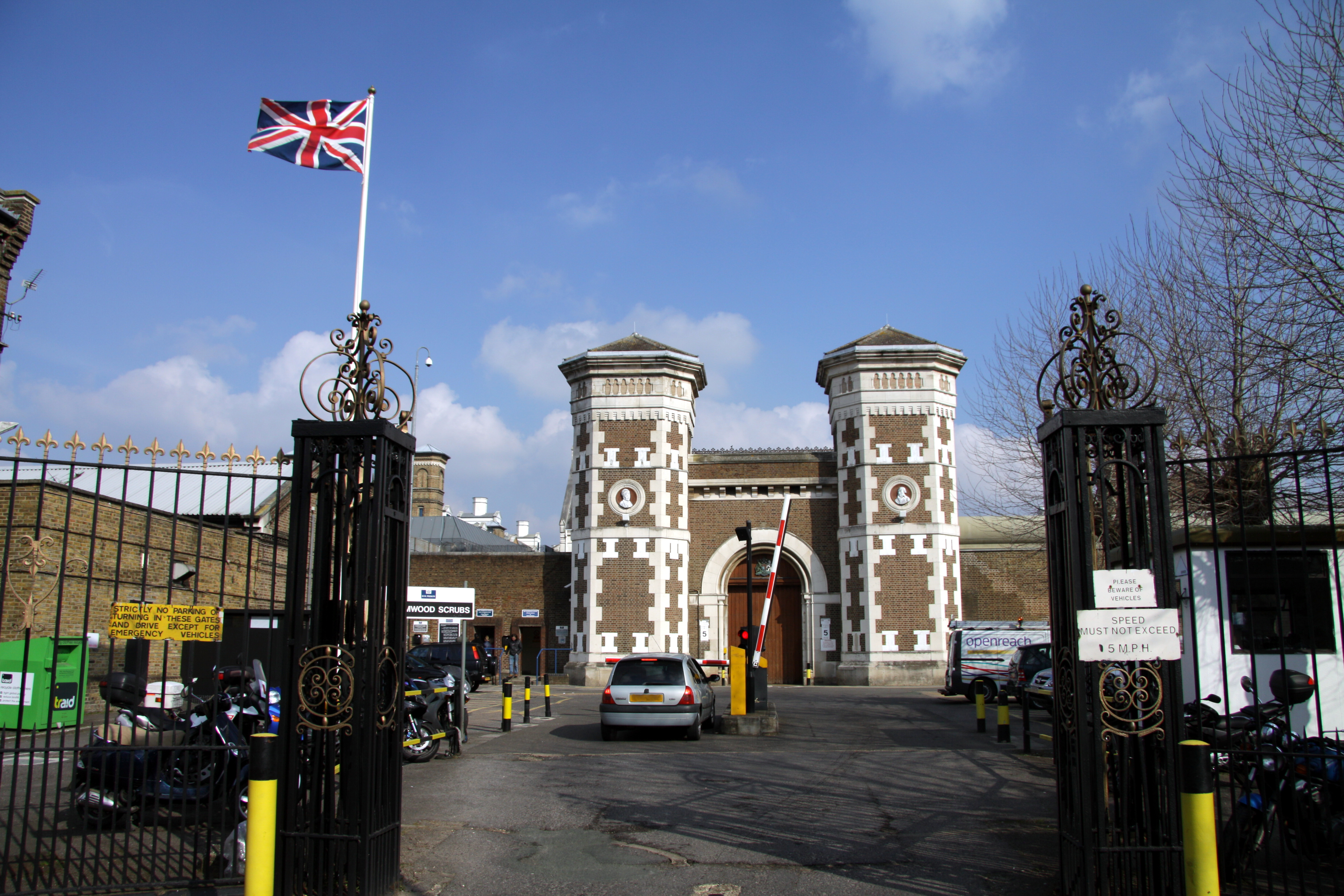
ロンドン西部にあるワームウッド・スクラブス刑務所。1966年、ブレイクはここから脱出した。

ジョージ・ブレイク（George Blake, 1922年11月11日 - 2020年12月26日）は、イギリスの外交官、ソ連のスパイ。ソ連KGBの中佐。ブレイクはイギリスに帰国した時に名乗ったもので、出生時の姓はビハル（Behar）。

## 経歴

### 出自
1922年にオランダのロッテルダムでプロテスタントのオランダ人の母と英国に帰化したセファルディ派のユダヤ人の父の間に生まれた。1940年、ドイツ軍によるオランダ占領後、抑留されたが脱走し、レジスタンス運動に参加。1943年、ピーター・ド・ブリの偽名でジブラルタル経由でイギリスに渡り、そこでジョージ・ブレイクを名乗った。
1944年、イギリス空軍に志願したが、ドイツ語とオランダ語を堪能であったため、特殊作戦執行部（SOE）に編入された。同年、連合軍総司令部で通訳として勤務。中尉となり、空軍の防諜部隊の指揮官となった。
1947年、外務省に入省。ケンブリッジ大学でロシア語を学び、1948年、駐ソウル英大使館副領事に任命された。1950年、朝鮮戦争が勃発し、北朝鮮軍がソウルを占領した時、ブレイクは他の外交官と一緒に抑留された。

### スパイ
1953年4月にブレイクはイギリスに帰国した。このとき既にソビエト諜報部により徴募されていたとみられている。彼は北朝鮮で国連軍の無差別爆撃を目の当たりにし、西側陣営に疑問を感じた。1955年、ブレイクは、西ベルリンの英軍警備司令部に配属され、MI6の東ドイツ国内のエージェント網を指揮することとなった。ソ連はブレイクの職務上の地位を重視し、彼の出世を有利にするために、自国の小物スパイを西側に売り渡すことすらした。
1956年、ブレイクは、電話会話盗聴用の地下トンネルの存在をソ連側に通報した（金工作）。彼は、自分が知っている東欧諸国内のイギリスのエージェント全員（約40人）の氏名、西側諸国軍の員数及び編成に関する情報をソ連国家保安委員会（KGB）に引き渡し、MI6指導者に関する詳細なファイルを作成した。これらの情報のおかげで、KGBは、長年に渡って、イギリス諜報部のドイツにおける活動を完全に封じることができた。ブレイクはのちに自身が暴露したエージェントは総計数百名にのぼると証言している。

### 暴露
1956年から1959年まで、外務省に復帰し、イギリス諜報部のために働いていた元ゲーレン機関のエージェント、ホルスト・エイトナーと関係を維持した。この期間、ブレイクとエイトナーは、互いにKGBのエージェントであることを知った。1960年、エイトナーが逮捕され、1961年2月、ブレイクの活動について話したが、これは信用されなかった。その後、CIAのエージェントだった駐東ベルリン・ポーランド軍の諜報員ミハル・ゴエニフスキー（en:Michael Goleniewski）が亡命し、ブレイクがKGBのスパイであることが明るみに出た。
1961年3月、ブレイクは逮捕された。このニュースを知ったKGBは、東欧諸国内のイギリスのエージェント網を一撃で壊滅させた。この時、東ドイツだけで40人のエージェントが逮捕又は殺害された。

### 脱走
1961年5月、ブレイクは禁固42年を言い渡された。1966年10月、ブレイクは、獄中で知り合ったアイルランド人テロリスト、ショーン・アルフォンス・バーク（en:Sean Bourke）の助けで脱獄に成功し、バークの自宅に匿われた。
1967年1月、ブレイクはハンブルクに飛び、そこからKGBの助けでベルリンの壁を経由してモスクワに渡った。数日後、バークもモスクワに渡った。その後は、KGBで大佐、また第1総局の顧問となり、1974年からソ連科学アカデミーIMEMOで働いた。
ソ連崩壊後もモスクワに在住し、2007年にはプーチン大統領から勲章を授与されている。2012年にはロシア新聞にブレイクのインタビューが掲載された。
2020年12月26日、モスクワで死去。

## パーソナル
レーニン勲章、赤旗勲章、一等祖国戦争勲章、「個人的勇気に対する」勲章を受章。

## 著書
- "Другого выбора нет"（別の選択はない）、1991年